# Psyttalia vacua
Psyttalia vacua är en stekelart som först beskrevs av Vladimir Ivanovich Tobias 1998.  Psyttalia vacua ingår i släktet Psyttalia och familjen bracksteklar. Inga underarter finns listade i Catalogue of Life.